# Aneomochtherus aerifacies
Aneomochtherus aerifacies là một loài ruồi trong họ Asilidae. Aneomochtherus aerifacies được Tsacas miêu tả năm 1968.